# Světlina
Světlina (německy Lichtenbau) je hora v hřebeni Javořích hor, nachází se severozápadně od vesnice Ruprechtice. Dosahuje nadmořské výšky 797 m. Celý kopec leží v ČR.

## Hydrologie
Hora náleží do povodí Odry. Vody odvádí Ruprechtický potok, přítok Stěnavy.

## Vegetace
Hora je převážně zalesněná, jen místy najdeme menší paseky. Většinou se jedná o smrkové monokultury, méně se dochovaly lesy smíšené nebo listnaté. Potenciální přirozenou vegetací jsou na většině míst horské bučiny, tedy bučiny s výskytem určitého množství přirozeného smrku ztepilého.

## Ochrana přírody
Hora leží v CHKO Broumovsko.

## Poznámka
Obecné jméno „světlina“ znamená prosvětlenější místo v lesním porostu, případně jiné místo, kudy proniká světlo.